# Scaphoideus acanthus
Scaphoideus acanthus är en insektsart som beskrevs av Kitbamroong och Freytag 1978. Scaphoideus acanthus ingår i släktet Scaphoideus och familjen dvärgstritar. Inga underarter finns listade i Catalogue of Life.